# André Gozier
Dom André Gozier, né à Paris le 15 juillet 1930 et mort à Boulogne-Billancourt le 2 octobre 2018, est depuis 1954 moine bénédictin de l'abbaye Sainte-Marie de Paris (communément appelée Abbaye de la Source) et auteur d'une quarantaine de livres consacrés à la vie spirituelle dont certains ont été traduits en plusieurs langues: anglais, croate, portugais...

## Œuvres principales
- La Croix : Folie de Dieu, Soceval, 2005  (ISBN 2903242658)
- Le Christ de François Mauriac, Cld, 2005  (ISBN 2854433831)
- Le regard intérieur, Mame, 1994  (ISBN 2728904529)

### Cycle: Epheta, ouvre-toi
- Le désir de Dieu, Éditions Martingay, Genève, 1970
- Le pain qui cherche la faim, Éditions Martingay, Genève, 1972
- Aux puits de la Bible, Éditions Martingay, Genève, 1973
- Grandeur et proximité de Dieu, Éditions Paulines, 1975
- Beauté de Dieu, D.D.B., 1977
- L’appel du dedans, partage de « Lectio Divina », Éditions C.L.D., 1983
- Chemins d’intériorité, un éveil à la Présence, Éditions C.L.D., 1985
- Dieu-Source ; du Dieu caché au Dieu de la Surabondance, Éditions Cerf, 1989
- La Ténèbre Lumineuse, un moine lit la Bible, Saint Paul, 1990
- Dire Dieu à Dieu, primauté de la louange, Éditions C.L.D., 1994
- Le Buisson ardent, Jésus-Christ saisie de l’Insaisissable, Éditions C.L.D., 1995
- La manne cachée, Éditions C.L.D., 1996
- Éternel est son amour, une quête de l’ineffable, Éditions C.L.D., 1999
- De la vie à la Vie, jalons pour une « Lectio Divina », Éditions Soceval, 2003
- La Croix : folie de Dieu, Éditions Soceval, 2005

### Cycle: l’expérience Christique
- Vers l’expérience intérieure : le désir de Dieu, D.D.B., 1979
- L’expérience intérieure : la vie dans le Christ (en collaboration) D.D.B., 1981

### Cycle monastique – mystère – mystique
- Le Mystère monastique, D.D.B., Paris, 1977
- L’échelle de Jacob chez saint Benoît et saint Jean de la Croix, Regula Benedicti Studia, Hildesheim, 1984
- Flammes de Yahvé – prier avec son cœur, Saint Paul, 1985
- L’expérience bénédictine dans le miroir de la Bible, Saint Paul, 1988
- Pseudo-Denys : la Théologie mystique, (en collaboration), Brepols, 1991
- Le regard intérieur – Dom Augustin Guillerand et la spiritualité de la Chartreuse, Mame, Paris, 1991
- Maître Eckhart où la naissance de Dieu dans l’âme, Éditions Nouvelle Cité, Paris 1992
- Béguine, écrivain et mystique : Hadewijch d'Anvers, Éditions Nouvelle Cité, Paris, 1994
- Saint Benoît ou chercher Dieu vraiment, Éditions Nouvelle Cité, Paris, 1995
- Thomas Merton ou l’unité conquise, Éditions Nouvelle Cité, Paris 1997

### Cycle: Liturgie
- Dom Cassel ou qu’est-ce que la liturgie, Fleurus, Paris, 1968 (en collaboration)
- Dom Cassel, Encyclopædia Universalis, Paris, 1974
- Mysterienlehre ou Théologie des mystères, Dictionnaire de spiritualité, Beauchesne, Paris, 1980
- La Porte du Ciel, réactualiser le mystère avec Odon Casel, L’œil, Paris, 1978
- Le Mystère de la liturgie, choix de textes de Dom Odon Casel (en collaboration), Éditions du Cerf, Paris 1990
- La divinisation par la liturgie : extraits de la « Mystagogie » de Maxime le Confesseur, chez l’auteur, 2003
- Célébration de l’ineffable, Éditions Socéval, Masny-les-Hameaux, 2006

### Cycle sanjuaniste
- Présence dans le silence, une imitation aux textes principaux de Saint Jean de la Croix (en collaboration), D.D.B., Paris 1976
- Le feu sur la terre, Éditions Nouvelle Cité, Paris, 1989
- Jean de la Croix, Simone Weil et le dialogue interreligieux, dans « Jean de la Croix : connaissance de l’homme et mystère de Dieu », Éditions du Cerf, 1993
- L’heureuse aventure avec Saint Jean de la Croix, Éditions C.L.D., Chambray les Tours, 1996

### Cycle Henri le Saux, osb
- Les yeux de la lumière, choix de textes de Henri le Saux, osb, (en collaboration), Le Centurion, 1979
- Le Père Henri Le Saux à la rencontre de l’hindouisme, Le Centurion, Paris, 1989
- Une éveilleur spirituel : Henri Le Saux. Un moine à la rencontre des Upanishads, Éditions Socéval, Magny les Hameaux, 2004
- Henri Le Saux, un moine chrétien à l’écoute des Upanishads, Éditions Arfuyen 2008

### Cycle Art
- Pourquoi j’aime « Thérèse Desqueyroux », travaux du Centre d’études et de recherches sur François Mauriac ; Université Montaigne/Bordeaux 3, juin 1994
- Le Christ de François Mauriac, Éditions C.L.D., Chambray les Tours, 2001